# ثلمة كعبرية للزند
الثلمة الكعبرية للزند (بالإنجليزية: Radial notch)‏ هي انخفاض مفصلي ضيق ومستطيل و مقعّر يقع على الجانب الوحشي من الناتئ الإكليلاني.

## الوظيفة
- الثلمة الكعبرية للزند تستقبل السطح المفصلي لرأس الكعبرة.
- حواف الثلمة البارزة تخدم اتصال الرباط الحلقي الكعبري.

## صور اضافية

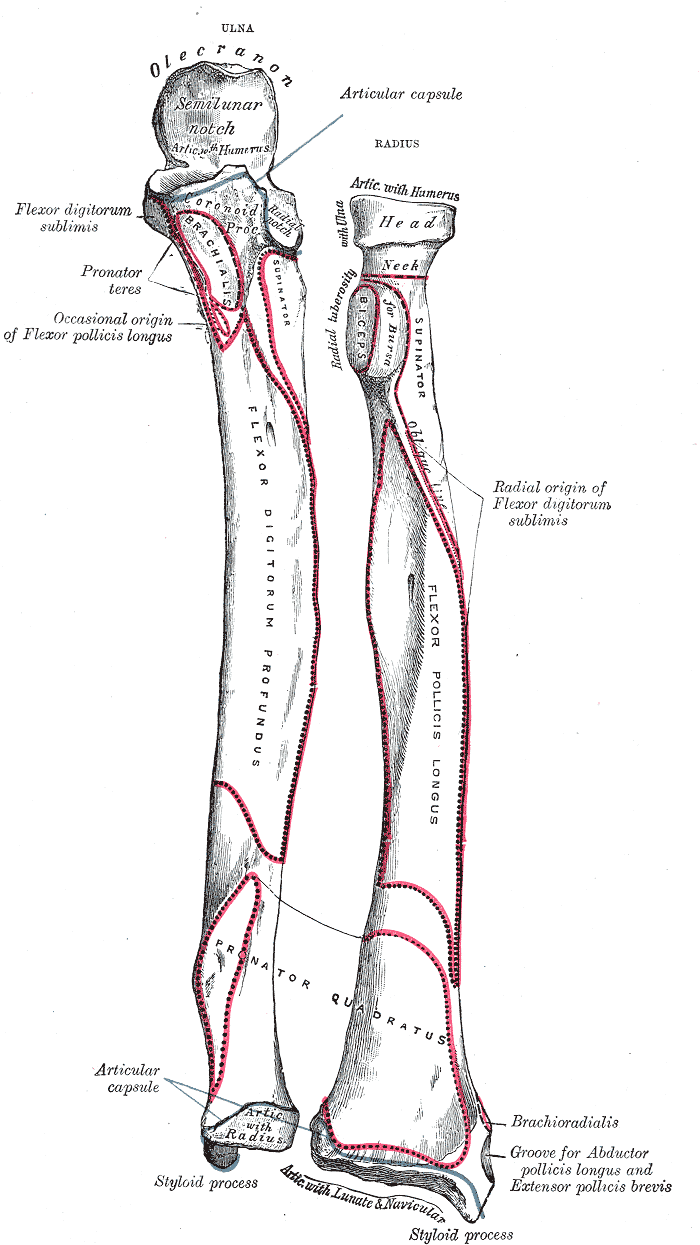
عظام الساعد الأيسر من الجهة الأمامية. الثلمة الكعبرية للزند أعلى يسار الصورة.
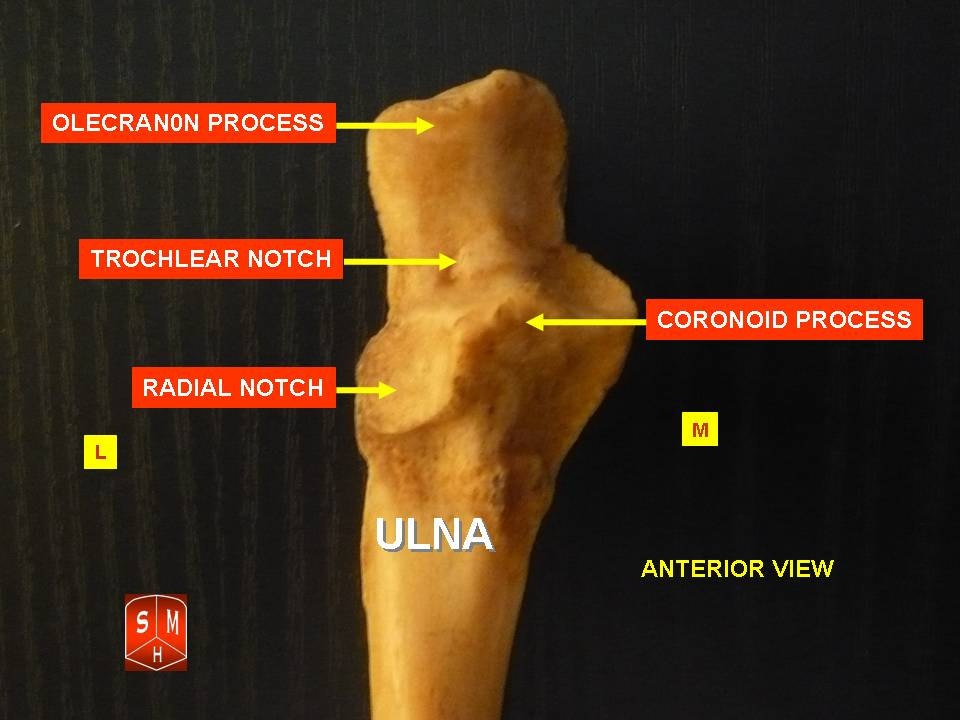
الثلمة الكعبرية للزند (بالإنجليزية: Radial notch)‏ وسط يسار الصورة. (السهم الثاني من يسار الصورة).
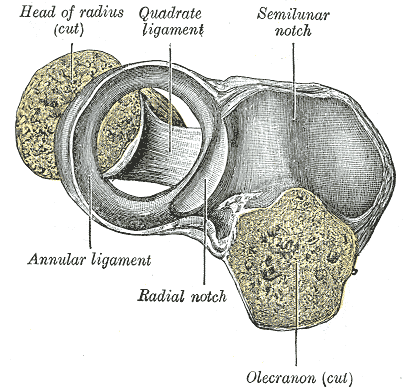
الرباط الحلقي الكعبري ، من أعلى.

## وصلات خارجية
- Bioweb at UWLAX Right ulna (anterior - proximal end)
- elbow/elbowbones/bones3 at the مدرسة الطب في دارتموث's Department of Anatomy